# فيليبو بيراردي
فيليبو بيراردي (بالإيطالية: Filippo Berardi)‏ هو لاعب كرة قدم سان مارينوي، ولد في 18 مايو 1997 في مدينة سان مارينو في سان مارينو. لعب مع نادي تورينو.

## وصلات خارجية
- فيليبو بيراردي على موقع الاتحاد الدولي (مؤرشف)  (الإنجليزية)
- فيليبو بيراردي على موقع الاتحاد الأوربي (الإنجليزية)
- فيليبو بيراردي على موقع قاعدة بيانات كرة القدم.إي يو (الإنجليزية)
- فيليبو بيراردي على موقع ناشيونال فوتبول تيمز (الإنجليزية)
- فيليبو بيراردي على موقع Soccerway.com (الإنجليزية)
- فيليبو بيراردي على موقع عالم كرة القدم.نت (الإنجليزية)